# Fischerei in Namibia

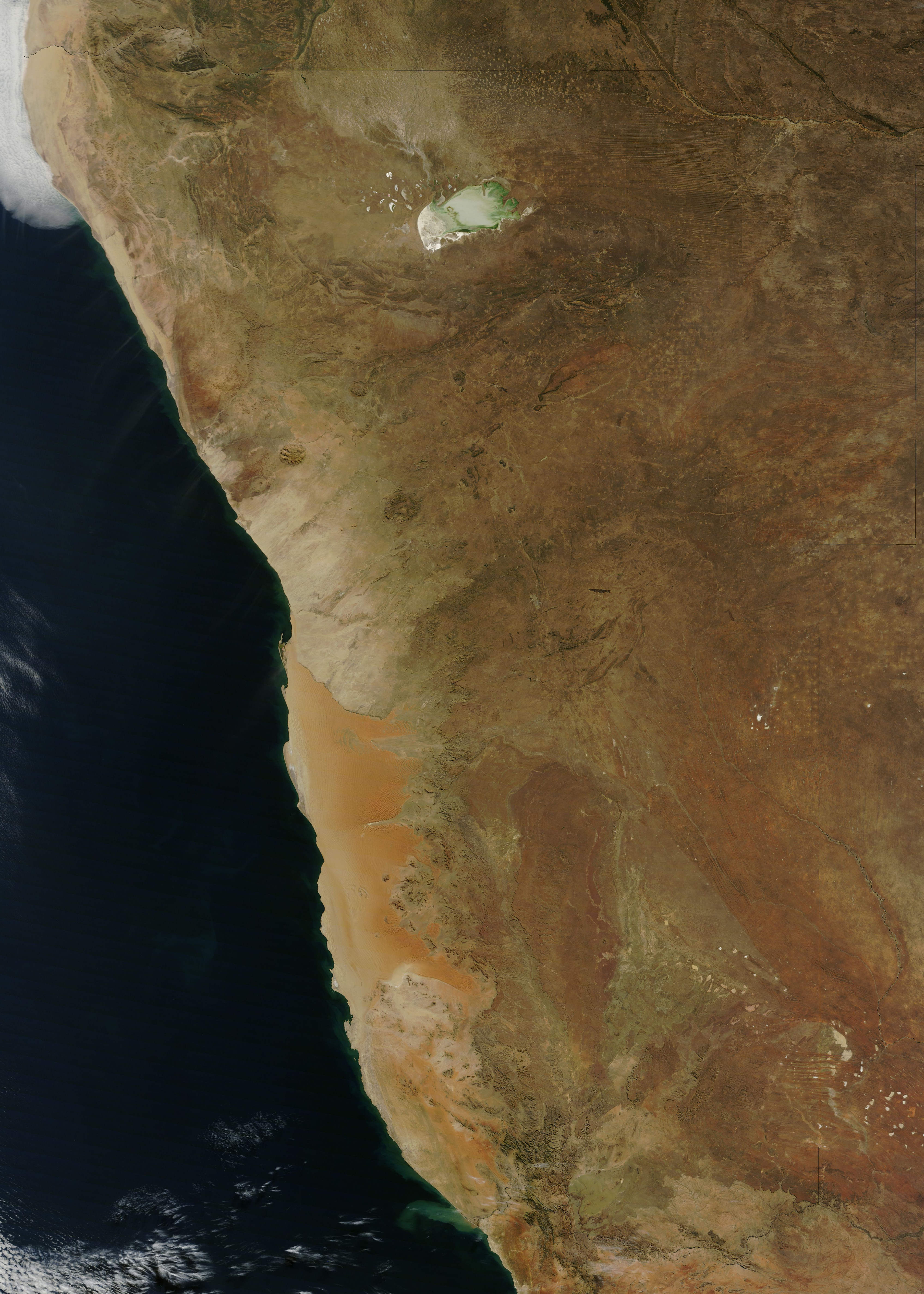
Satellitenaufnahme der namibischen Küste

Der Fischfang und die Fischzucht spielen in Namibia eine wichtige wirtschaftliche Rolle. 2015/16 wurden Fische und andere Meeresprodukte im Wert von 10 Milliarden Namibia-Dollar exportiert.
2017/18 wurden 507.276 Tonnen Fisch gefangen. In der Binnenfischerei und Aquakultur wurden 1500 Tonnen Fisch und Meerestiere gewonnen.

## Hintergrund
Die Fischerei ist durch das Ministerium für Fischerei und Meeresressourcen und teilweise dem Ministerium für Landwirtschaft, Wasser und Forstwirtschaft staatlich reglementiert. Die Rechte zur Hochsee- und Küstenfischerei werden staatlich vergeben. Das Prozedere mit den Fangquoten sorgt seit Jahren für politische Diskussion im Land, da es bis zur Neureglung ab 2016 undurchsichtig und vage war. Zudem war der Weiterverkauf von Fangrechten, auch an ausländische Unternehmen, möglich. Alljährlich bewerben sich (Stand 2018) bis zu knapp 5200 Unternehmen um die Fangrechte.

## Meeresfischerei
Zu den größten Unternehmen im Bereich des kommerziellen Fischfangs zählen namibische Unternehmen wie Seawork und Hangana Seafood, die alleine 13 Fangschiffe (Stand September 2018) im Einsatz haben und 2700 Menschen beschäftigen (Stand September 2018). Ein Großteil der Fangrechte ging in der Vergangenheit an die National Fishing Corporation of Namibia.
Zur Selbstversorgung werden zur Fangzeit vor allem Hummer an der zentralen Küste um Swakopmund gefangen.

### Gefischte Arten
Zu den Hauptfangarten gehören:
- Seehechte (Merluccius capensis)
- Seeteufel (Lophius vomerinus)
- Stachelmakrelen (Trachurus capensis)
- Kapfelsenhummer (Jasus lalandii)
- Kapfelsenkrabbe (Plagusia chabrus)
- Pazifische Sardine (Sardinops ocellatus)
- Meeräschen (Liza richardsonii)

### Fangstatistiken
Quelle:; Angaben in Tonnen.
| Fischart        | 2008    | 2009      | 2010      | 2011      | 2012      |
| --------------- | ------- | --------- | --------- | --------- | --------- |
| Kapfelsenhummer | 195     | 43 ▼      | 82 ▲      | 166 ▲     | 118 ▼     |
| Kapfelsenkrabbe | 2.100   | 1.648 ▲   | 2.007 ▲   | 2.285 ▲   | 2.795 ▲   |
| Sardine         | 18.755  | 20.137 ▲  | 23.424 ▲  | 31.774 ▲  | 26.259 ▼  |
| Seehecht        | 117.286 | 137.312 ▲ | 146.353 ▲ | 146.676 ▲ | 145.931 ▼ |
| Seeteufel       | 7.270   | 6.922 ▼   | 9.028 ▲   | 7.243 ▼   | 10.763 ▲  |
| Stachelmakrele  | 186.996 | 215.051 ▲ | 217.094 ▲ | 198.666 ▼ | 286.934 ▲ |
| Thunfisch       | 3.281   | 4.241 ▲   | 2.884 ▼   | 4.655 ▲   | 2.586 ▼   |

## Binnenfischerei

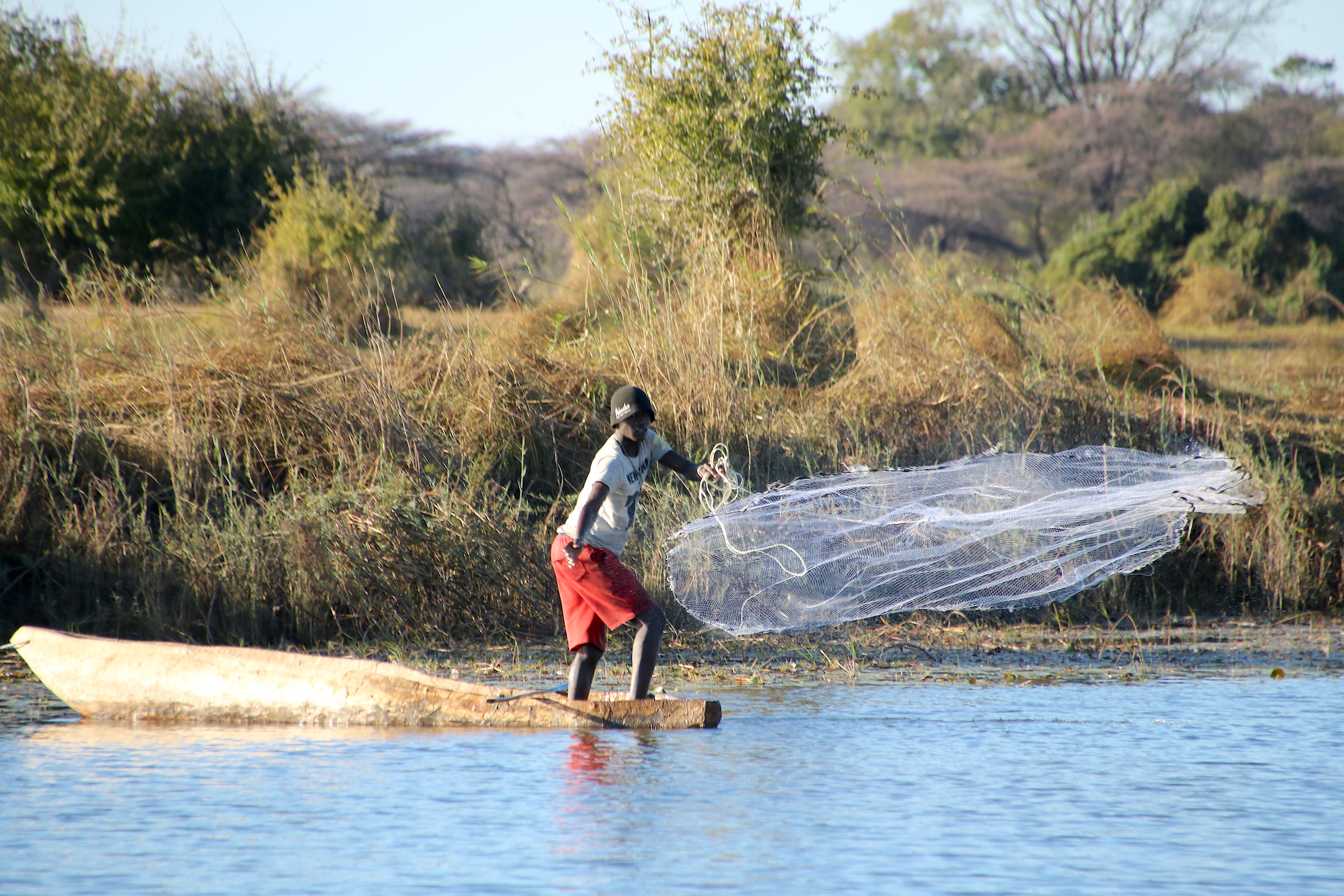
Selbstversorgender Fischer am Okavango

Die Binnenfischerei hat eine untergeordnete wirtschaftliche Bedeutung. Sie beschränkt sich zumeist auf Sportfischen in den Seen und Flüsse des Landes. Im Nordosten (v. a. in den Regionen Sambesi, Kavango-Ost und Kavango-West) sind zahlreiche Bewohner vom Subsistenzfischfang abhängig.

## Aquakultur
Traditionell war die Aquakultur in Namibia auf Anbaugebiete im Atlantik beschränkt. Hier wurden vor allem Meeresalgen (Gracilaria verrucosa), Abalone (Haliotis midae), Muscheln (Mytilus galloprovincialis) und Austern (Crassostrea giga, Ostrea edulis) angebaut. Letztere zählen weltweit zu den Besten. Insbesondere seit Ende der 1990er/Anfang der 2000er Jahre wird die Aquakultur im Inland mit Tilapia (Oreochromis andersonii) und Catfish (Clarias gariepinus) vorangetrieben.
2014/15 gaben nur 241 Haushalte (von fast 110.000 Untersuchten) an, dass sie eine Fischfarm betreiben.